# ゴジカ

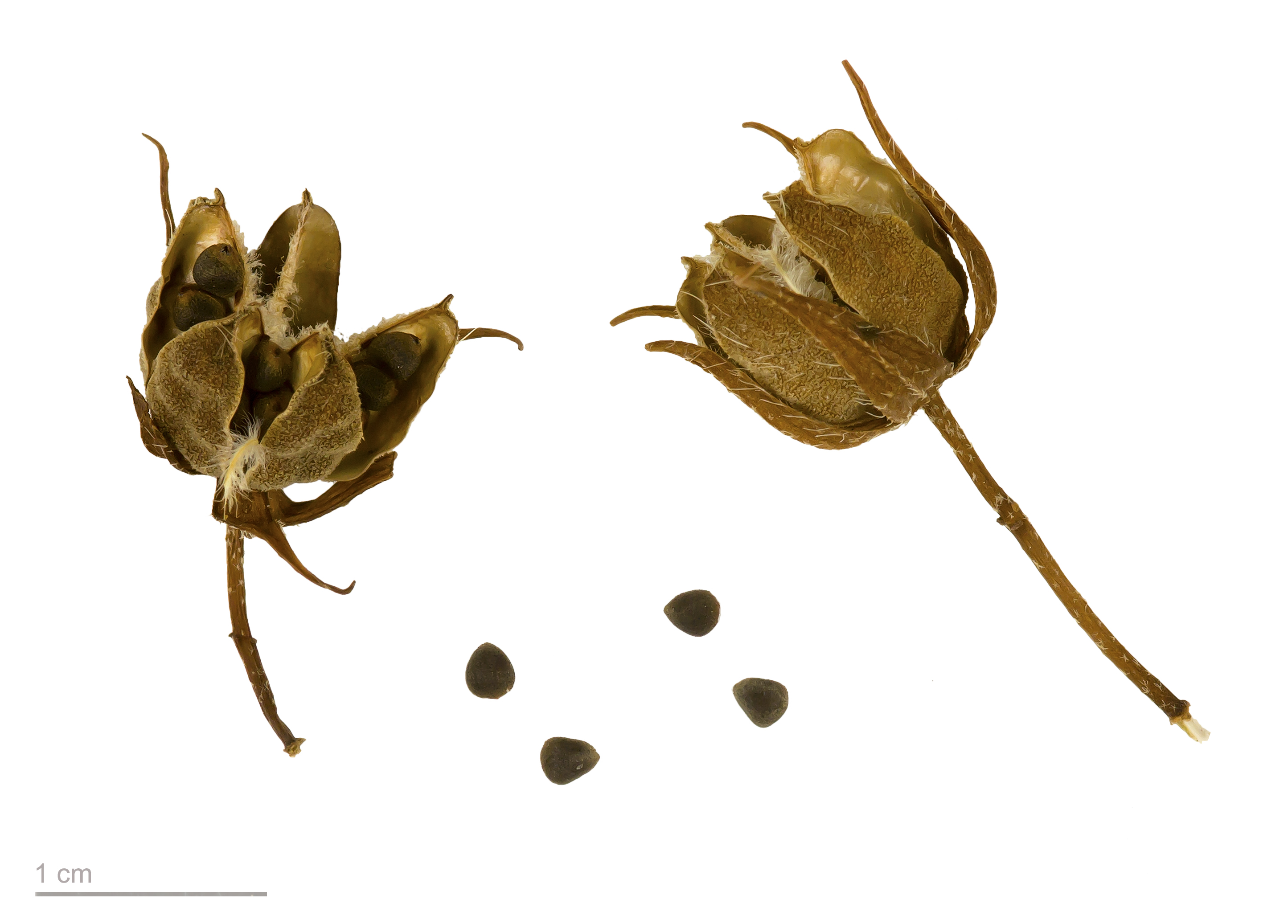
Pentapetes phoenicea

ゴジカ（午時花、Pentapetes phoenicea）は、アオイ科もしくはアオギリ科、ゴジカ属に属する、熱帯アジア原産の多年草である。

## 概要
アオイ科、もしくはアオギリ科、ゴジカ属に分類され、同属の唯一種である。
インド、東南アジアなどの熱帯アジア原産の、多年草で、湿地や水田に生育する。
草丈は50-200センチメートル程度。葉は鋸歯があって、細長く、互生する。花は赤く、直径3センチメートルほどのものが、1-3個程度、葉腋に付く。開花の時期は夏から秋にかけてで、昼ごろ開いて1日で落花する一日花であり、「午時花」の名前の由来となった。果実は円い蒴果でがくに包まれ、直径1ミリメートルほどの種子を多数含む。
原産地では、葉をお茶の代用品として、果実や根を薬用として利用されている。
日本では平安時代にはすでに栽培されており、観賞用として、また、古くは薬用としても用いられた。
なお「ゴジカ」を名前にもつがゴジカとは別種の、黄色い花を咲かせるキンゴジカ（金午時花、Sida rhombifolia L. subsp. Rhombifolia、アオイ科）が日本の南部にも自生する。